# Fulvia Bandoli
Fulvia Bandoli (Bagnacavallo, 12 novembre 1952) è una politica italiana.

## Biografia
Laureata in filosofia all’Università di Firenze, è stata una dirigente del PCI e poi del PDS e dei Democratici di Sinistra, coordinatrice dell'area ecologista del partito.
È stata eletta alla Camera dei deputati nel 1994, e poi riconfermata nelle successive due legislature, nel collegio maggioritario di Ravenna-Lugo di Romagna in rappresentanza della coalizione di centro-sinistra.
È stata prima firmataria della mozione di Sinistra al Congresso DS del 2000, e di quella ecologista al Congresso del 2005.
Nella XIV Legislatura è membro della Commissione Ambiente, Territorio e Lavori Pubblici.
Esponente di primo piano della Sinistra Ecologista, ex-corrente dei DS che è anche associazione politica autonoma, al IV Congresso DS è stata tra i firmatari della mozione A sinistra. Per il Socialismo europeo presentata da Fabio Mussi; al termine del congresso ha portato la corrente a non aderire al Pd e a fondare il movimento Sinistra Democratica.
Nel 2008, in occasione delle elezioni politiche, non si ricandida in Parlamento.
All'Assemblea Costituente di Sinistra Ecologia e Libertà del 2009 a Roma entra per un anno a far parte della Presidenza Nazionale.
Dal 2011 non fa più parte di alcun Partito o Movimento politico. Con altre ha creato il “Gruppo Femminista del Mercoledì” un gruppo di riflessione e di elaborazione politica.
Ha scritto per giornali e riviste. Con Franca Chiaromonte ha scritto il libro “Al Lavoro e alla Lotta- Le Parole del Pci” Arpo Editore Roma